# Ministerio de Salud y Bienestar (Jamaica)
El Ministerio de Salud y Bienestar es un órgano rector en salud en Jamaica. El actual ministro de Salud es Christopher Tufton. El sistema de salud pública está conformado por el Ministerio, Autoridades Regionales de Salud, agencias y organizaciones relacionadas que son encargados de la prestación de atención médica.